# 卡拉梅
卡拉梅 （阿拉伯语：‎）是位於约旦中西部的一个小镇。卡拉梅地處约旦河东岸，与以色列管辖的約旦河西岸C区接壤。卡拉梅也是约旦和以色列之間的過境口岸，1968年3月21日，卡拉梅當地爆發了卡拉梅之戰。